# تروبیتز
تروبیتز (به آلمانی: Tröbitz) یک شهر در آلمان است که در براندنبورگ واقع شده‌است.

## خصوصیات
تروبیتز ۱۰٫۵۶ کیلومترمربع مساحت دارد ۱۱۴ متر بالاتر از سطح دریا واقع شده‌است.